# Dirschberg
Dirschberg ist ein Ortsteil der Gemeinde Wittibreut im niederbayerischen Landkreis Rottal-Inn in Bayern.

## Kultur und Sehenswürdigkeiten
In Dirschberg gibt es seit 2007 jährlich ein Oldtimertreffen. Außerdem bestimmt die Antoniuskapelle das Erscheinungsbild.